# Setrak Sarkissian
 (novembre 2020).
Pour les articles homonymes, voir Sarkissian.
Setrak Sarkissian (en arabe سيتراك سركسيان ; né en 1937 à Beyrouth au Liban et mort le 21 février 2017 à 80 ans) était un compositeur libanais d'origine arménienne. Il était un excellent derboukeur et a remporté plusieurs prix au Moyen-Orient et en Europe. Il était le derboukeur de Samira Tawfiq et Farid El Atrache. Il a joué avec des danseuses telles que Nadia Gamal.

## Mort
Décédé le 21 février 2017, il est enterré à Bourj Hammoud.